# It Comes and It Goes
«It Comes and It Goes» (en español "Esto Viene y Va") es una canción de la cantante británica Dido, escrita y compuesta por ella junto a su hermano Rollo Armstrong y Jon Brion, y producida por este último para el tercer álbum de estudio de Dido Safe Trip Home de 2008.
La página web oficial de Dido en Italia anunció que fue lanzado como sencillo en dicho país el 6 de marzo de 2009 en donde alcanzó el puesto #68 mientras que la web Suiza también lo anunció como sencillo en fechas posteriores a la italiana.